# Паленсія-де-Негрилья
Паленсія-де-Негрилья (ісп. Palencia de Negrilla) — муніципалітет в Іспанії, у складі автономної спільноти Кастилія-і-Леон, у провінції Саламанка. Населення — 175 осіб (2010).
Муніципалітет розташований на відстані близько 180 км на північний захід від Мадрида, 15 км на північ від Саламанки.

## Демографія
Динаміка населення (INE ):

## Галерея зображень

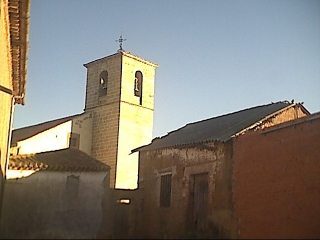
Дзвіниця церкви

## Зовнішні посилання
- Провінційна рада Саламанки: індекс муніципалітетів
- Паленсія-де-Негрилья
- Посилання на Google Maps